# Octinodes frater
Octinodes frater is een keversoort uit de familie van de kniptorren (Elateridae). De wetenschappelijke naam van de soort werd in 1859 gepubliceerd door John Lawrence LeConte.